# 16:9

مستطيل 16:9 حيث تصور المستطيلات النسبة. لاحظ أن التجمعات ليست مربعة.

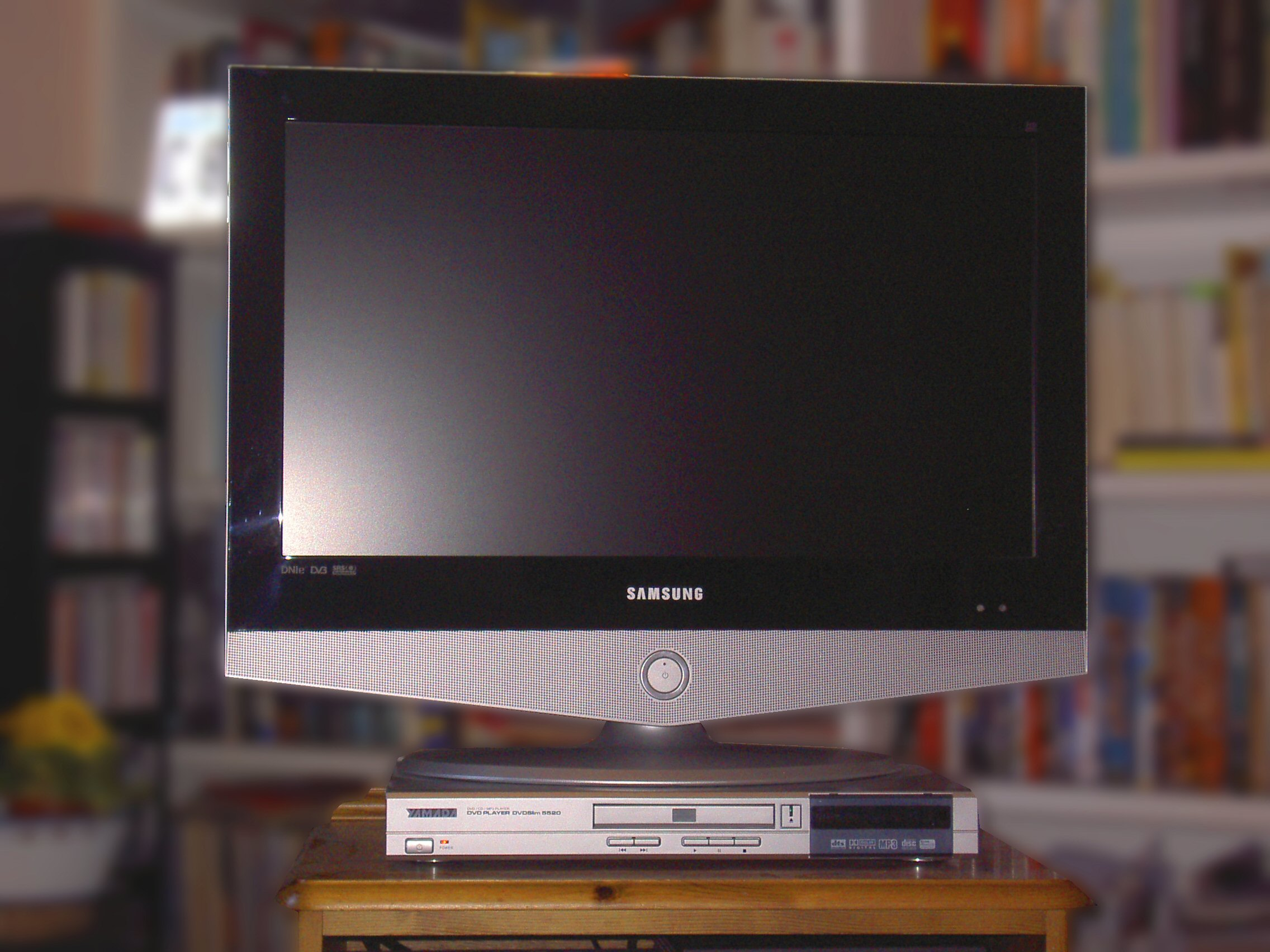
جهاز تلفزيون LCD بنسبة صورة 16:9.

16:9 (1.7 7 :1) عبارة عن نسبة عرض إلى ارتفاع للشاشة العريضة يبلغ عرضها 16 وحدة وارتفاعها 9.
بمجرد النظر إليها على أنها غريبة،  منذ عام 2009، أصبحت أكثر نسبة العرض إلى الارتفاع شيوعًا لأجهزة التلفزيون وشاشات الكمبيوتر وهي أيضًا التنسيق القياسي الدولي للتلفزيون الرقمي HDTV Full HD وSD TV. لقد استبدلت نسبة العرض إلى الارتفاع 4:3 بملء الشاشة.
16:9 (1.7 7 :1) هو التنسيق القياسي الدولي للتلفزيون عالي الوضوح والتلفزيون الرقمي غير عالي الدقة والتلفزيون ذي الشاشة العريضة التناظرية PALplus. بدأت Hi-Vision اليابانية في الأصل بنسبة 5:3 ولكنها تحولت عندما قدمت مجموعة المعايير الدولية نسبة أكبر من 16 إلى 9.
تمتلك العديد من كاميرات الفيديو الرقمية القدرة على التسجيل بنسبة عرض إلى ارتفاع تبلغ 16:9، وتعتبر نسبة العرض إلى الارتفاع 16:9 هي نسبة العرض إلى الارتفاع الوحيدة للشاشة العريضة المدعومة أصلاً بواسطة معيار DVD. يمكن لمنتجي أقراص DVD أيضًا اختيار عرض نسب أكبر مثل 1.85:1 و2.4:1 ضمن إطار 16:9 DVD عن طريق حصيرة صلبة أو إضافة أشرطة سوداء داخل الصورة نفسها.

## التاريخ

اشتقاق نسبة العرض إلى الارتفاع 16:9 يوضح الشكل الرئيسي مستطيلات 4:3 و1.85:1 و2.35:1 بنفس المنطقة A و16:9 مستطيلات تغطيها (سوداء) أو تشترك فيها (باللون الرمادي). تأخذ العملية الحسابية في الاعتبار المستطيلات المتطرفة، حيث تكون m وn مضاعفات للحفاظ على نسب العرض إلى الارتفاع والمساحات الخاصة بهما.

اقترح باورز العضو في جمعية مهندسي الصور المتحركة والتلفزيون للإنتاج الإلكتروني عالي الدقة، اقترح لأول مرة 7:1 في عام 1984، عندما لم يكن أحد ينشئ مقاطع فيديو 16:9. كانت الاختيارات الشائعة في عام 1980 هي 4:3 (بناءً على نسبة معيار التلفزيون في ذلك الوقت)، و15: 9 (النسبة الأوروبية «المسطحة» 1.6 6:1)، و1.85:1 (النسبة «المسطحة» الأمريكية) و2.35:1 للشاشة العريضة ذات الصورة المشوهة.
تقطع الصلاحيات مستطيلات بمساحات متساوية، مصممة لتتناسب مع كل من نسب العرض إلى الارتفاع الشائعة. عند التداخل مع محاذاة نقاط المركز الخاصة بهم، وجد أن كل مستطيلات نسبة العرض إلى الارتفاع تتلاءم مع مستطيل خارجي بنسبة عرض إلى ارتفاع تبلغ 1.7 7 :1 وجميعها تغطي أيضًا مستطيلًا داخليًا أصغر شائعًا بنفس نسبة العرض إلى الارتفاع 1.78:1. القيمة التي عثرت عليها القوى هو بالضبط المتوسط الهندسي للنسب القصوى، 4:3 و2.35:1، √4715 ≈1.77: (1) الذي هو من قبيل الصدفة بالقرب من 16:9. يؤدي تطبيق نفس الأسلوب الهندسي على 16:9 و4:3 إلى نسبة عرض إلى ارتفاع تبلغ حوالي 1.5396:1، تقترب أحيانًا من 14: 9 (1.5 5 :1)، والتي تُستخدم بالمثل كحل وسط بين هذه النسب.
بينما تم تحديد 16:9 (1.7 7 :1) في البداية كتنسيق حل وسط، فإن الشعبية اللاحقة لبث HDTV قد عززت 16:9 باعتبارها نسبة العرض إلى الارتفاع الأكثر شيوعًا للفيديو قيد الاستخدام. يتم الآن تسجيل معظم مقاطع الفيديو 4:3 (1.3 3 :1) و2.40:1 باستخدام تقنية «التصوير والحماية»  التي تحافظ على الحركة الرئيسية داخل 7 :1) لتسهيل الدقة العالية إذاعة. على العكس من ذلك، من الشائع جدًا استخدام تقنية تُعرف باسم القطع المركزي، للتعامل مع التحدي المتمثل في تقديم لقطة مادية (عادةً 16:9) لكل من جمهور HD و4:3 القديم في وقت واحد دون الحاجة إلى التنازل عن حجم الصورة لأي من الجمهور. يضع منشئو المحتوى إطارًا لمحتوى أو رسومات مهمة لتلائم المساحة النقطية 1.33:1. هذا له أوجه تشابه مع تقنية تصوير تسمى فتح ماتي.
بعد خطة العمل الأصلية 16:9 في أوائل التسعينيات، وضع الاتحاد الأوروبي خطة عمل 16:9،  فقط لتسريع تطوير خدمات التلفزيون المتقدمة في نسبة العرض إلى الارتفاع 16:9، كلاهما في PALplus (متوافق مع بث PAL العادي) وأيضًا بتنسيق HD-MAC (تنسيق HD مبكر). بلغ صندوق المجتمع لخطة عمل 16:9 مبلغ 228 مليون يورو.
على مدار فترة طويلة في أواخر العقد الأول من القرن الحادي والعشرين وأوائل العقد الأول من القرن الحادي والعشرين، تحولت صناعة الكمبيوتر من 4:3 إلى 16:9 باعتبارها النسبة الأكثر شيوعًا للشاشات وأجهزة الكمبيوتر المحمولة. استشهد تقرير صدر عام 2008 من قبل DisplaySearch بعدد من الأسباب لهذا التحول، بما في ذلك قدرة أجهزة الكمبيوتر والمراقبين المصنّعين على توسيع نطاقات منتجاتهم من خلال تقديم منتجات بشاشات أوسع ودقة أعلى، ومساعدة المستهلكين على تبني مثل هذه المنتجات بسهولة أكبر و«تحفيز النمو. من سوق أجهزة الكمبيوتر المحمول وشاشات الكريستال السائل». باستخدام نفس نسبة العرض إلى الارتفاع لكل من أجهزة التلفزيون والشاشات، يمكن تبسيط التصنيع وتقليل تكاليف البحث من خلال عدم طلب مجموعتين منفصلتين من المعدات، وبما أن 16:9 أضيق من لوحة 16:10 من نفس الطول، فإن المزيد من اللوحات يمكن إنشاؤها لكل لوح زجاج.  
في عام 2011، أكد Bennie Budler، مدير منتجات تكنولوجيا المعلومات في Samsung South Africa، أنه لم يعد يتم تصنيع الشاشات القادرة على دقة 1920 × 1200. «يتعلق الأمر كله بخفض تكاليف التصنيع. تعد اللوحات الجديدة بنسبة عرض إلى ارتفاع تبلغ 16:9 أكثر فعالية من حيث التكلفة للتصنيع محليًا مقارنة بلوحات 16:10 السابقة».

## الخصائص
16:9 هي نسبة العرض إلى الارتفاع الوحيدة للشاشة العريضة المدعومة أصلاً بواسطة تنسيق DVD. تقوم عمليات نقل قرص الفيديو الرقمي المشوه بتخزين المعلومات على شكل 5:4 (PAL) أو 3: 2 (NTSC) بكسلات مربعة، والتي يتم تعيينها لتوسيع إما إلى 16:9 أو 4:3، والتي يتعامل معها التلفزيون أو مشغل الفيديو. قد يحتوي قرص DVD PAL مع صورة إطار كامل على دقة فيديو 768 × 576 (نسبة 4:3)، لكن برنامج مشغل الفيديو سيمد هذا إلى 1024 × 576 بكسل مربع بعلامة 16:9 لإعادة إنشاء الصحيح ابعاد متزنة.
يمكن لمنتجي أقراص DVD أيضًا اختيار عرض نسب أكبر مثل 1.85:1 و2.4:1 ضمن إطار 16:9 DVD عن طريق حصيرة صلبة أو إضافة أشرطة سوداء داخل الصورة نفسها. بعض الأفلام التي تم إنتاجها بنسبة عرض إلى ارتفاع 1.85:1، مثل الإنتاج الأمريكي والإيطالي المشترك Man of La Mancha وفيلم كينيث براناغ الكثير من اللغط حول لا شيء، تتلاءم بشكل مريح تمامًا مع 7 :1 وقد تم تصدر كنسخة محسنة على DVD بدون الأشرطة السوداء. تمتلك العديد من كاميرات الفيديو الرقمية القدرة على التسجيل بنسبة 16:9.

## قرارات مشتركة
يتم سرد القرارات المشتركة لـ 16:9 في الجدول أدناه:
| عرض  | ارتفاع | أساسي       |
| ---- | ------ | ----------- |
| 256  | 144    |             |
| 426  | 240    |             |
| 640  | 360    | nHD         |
| 848  | 480    |             |
| 854  | 480    | FWVGA       |
| 960  | 540    | qHD         |
| 1024 | 576    |             |
| 1280 | 720    | عالية الدقة |
| 1366 | 768    | WXGA        |
| 1600 | 900    | HD +        |
| 1920 | 1080   | دقة عالية   |
| 2560 | 1440   | QHD         |
| 3200 | 1800   | QHD +       |
| 3840 | 2160   | دقة 4K UHD  |
| 5120 | 2880   | 5 كيلو      |
| 7680 | 4320   | 8K UHD      |

## البلدان

### أوروبا
في أوروبا، 16:9 هو تنسيق البث القياسي لمعظم القنوات التلفزيونية وجميع عمليات البث عالية الدقة. اعتمدت بعض البلدان تنسيق التلفزيون التناظري، أولاً باستخدام معيار PALplus (لم يعد يستخدم الآن) ثم عن طريق استخدام WSS في عمليات البث PAL العادية.

### أوقيانوسيا
| الدولة      | القناة        |
| ----------- | ------------- |
| Australia   | جميع القنوات. |
| Fiji        | جميع القنوات. |
| New Zealand | جميع القنوات. |

### آسيا
| الدولة               | القناة |
| -------------------- | --- |
| Afghanistan          | جميع القنوات. |
| Bangladesh           | SA TV. |
| Cambodia             | جميع القنوات. |
| China                | قنوات CCTV 1-15،CCTV-5 +، جميع قنوات CGTN. |
| Hong Kong            | جميع القنوات. |
| India                | جميع قنوات HD. لا تزال معظم قنوات SD تبث في 4:3، إما ملء الشاشة على letterboxed. |
| Indonesia            | 16:9 native*: Kompas TV، MetroTV، Trans7، Trans TV، NET.، TVRI، RCTI، GTV، MNCTV، iNews 16:9 with inner 4:3**: SCTV، Indosiar 4:3, upscaled/stretched to 16:9***: antv، tvOne، RTV |
| Iran                 | جميع القنوات. |
| Israel               | جميع القنوات. |
| Japan                | كانت اليابان رائدة في نظام التلفزيون عالي الدقة التماثلي (MUSE) بتنسيق 16:9، والذي بدأ في الثمانينيات. تحتوي جميع القنوات الرئيسية حاليًا على قنوات تلفزيونية أرضية رقمية بنسبة 16:9 أثناء البث المتزامن بتنسيق 4:3 التناظري. يُبث العديد من قنوات البث الفضائي في 16:9 أيضًا. |
| Jordan               | جميع القنوات. |
| Kyrgyzstan           | جميع القنوات. |
| Lebanon              | جميع القنوات. |
| Malaysia             | جميع القنوات. |
| Mongolia             | MNB & MN2، TM Television، TV5, TV6, TV8، Channel 25, Эx Орон, SBN، ETV، MNC، Eagle News TV، Edutainment TV, Star TV, SPS، Sportbox and SHUUD TV. |
| Myanmar              | جميع القنوات. |
| Nepal                | Kantipur Television Network AP1 TV News 24 (Nepal) TV Filmy Nepal Television |
| Oman                 | جميع القنوات. |
| Pakistan             | جميع قنوات HD. لا تزال معظم قنوات SD تبث في 4:3، إما في وضع ملء الشاشة أو "letterbox". |
| Philippines          | 16:9 native*: PTV, ANC (both SD and HD)***, Kapamilya Channel (both SD and HD)***, CNN Philippines، One PH,*** One News***, One Sports+، Hope Channel Philippines، 3ABN, Hope International، INCTV، Net 25، DZRH News Television، TeleRadyo، Colours, all TAP DMV channels (TAP TV، TAP Edge، TAP Movies، TAP Action Flix، TAP Sports، Premier Sports، Premier Tennis, and Premier Football), BuKo، NBA TV Philippines، PBA Rush، UAAP Varsity Channel، Golden Nation Network، Metro Channel 4:3 upscaled/stretched to 16:9**: ETC، 2nd Avenue, all BEAM's subchannels, Light Network، UNTV****, Ang Dating Daan TV, SMNI، TV5، One Sports، GMA 7، A2Z، GTV، IBC 13 |
| Qatar                | All beIN Sports channels, Al Jazeera، Al Jazeera English، Al Jazeera Mubasher، Qatar TV HD, all Alkass channels. |
| Saudi Arabia         | جميع القنوات. |
| Singapore            | جميع القنوات. |
| South Korea          | جميع القنوات. |
| Sri Lanka            | جميع القنوات. |
| Syria                | جميع القنوات. |
| Taiwan               | TTV HD، CTV HD، CTS HD، FTV HD، PTS HD، TVBS. |
| Thailand             | جميع القنوات. |
| United Arab Emirates | جميع القنوات. |
| Vietnam              | جميع قنوات VTC وقنوات VTV وقنوات HTV وقنوات K + (البرامج المختارة) ومعظم القنوات المحلية. |

### الأمريكتان
| الدولة             | القناة |
| ------------------ | --- |
| Argentina          | جميع القنوات. |
| Barbados           | جميع القنوات. |
| Bolivia            | دائمًا على 16:9: PAT، ATB. غالبًا على 16:9: تلفزيون بوليفيا. |
| Brazil             | جميع القنوات. |
| Canada             | جميع القنوات. |
| Chile              | جميع القنوات. توقع Telecanal في 4.3 في معرف 4:3 letterboxed في الإعلانات التجارية |
| Colombia           | جميع القنوات. |
| Costa Rica         | جميع القنوات. |
| Dominican Republic | جميع القنوات. |
| Ecuador            | جميع القنوات. |
| Jamaica            | جميع القنوات. |
| Mexico             | تلفزيون مجاني: Las Estrellas وFOROtv وCanal 5 وNU9VE وTelevisa Regional وAzteca Uno وAzteca 7 وa + وadn40 وImagen Televisión وExcélsior TV وCanal One وCanal 22 وUna Voz con Todos وTeveunam وMilenio Televisión وMultimedios Televisión وTeleritmo وبعض محطات HD المحلية. التلفزيون المدفوع: U، Golden، Golden Edge، TL Novelas، Bandamax، De Película، De Película Clásico، Ritmoson Latino، TDN، TeleHit، Distrito Comedia، Tiin، Az Noticias، Az Clic !، Az Mundo، Az Corazón، Az Cinema، 52MX، TVC، TVC Deportes، Pánico، Cinema Platino، Cine Mexicano. |
| Panama             | جميع القنوات. |
| Paraguay           | تقريبًا جميع القنوات على البث التلفزيوني المجاني، وخاصة قنوات البث عالية الدقة (مثل: RPC، وNPY، وUnicanal، والقناة 7 HD). عادةً ما تكون خلاصات SD (التي توجد عادةً في التلفزيون المدفوع) في شكل letterbox ومُصغَّر إلى 4:3 (على سبيل المثال: SNT & Paravisión). |
| Peru               | جميع القنوات. |
| United States      | جميع قنوات HD. عادةً ما تكون خلاصات SD (الموجودة عادةً في التلفزيون المدفوع) في شكل letterbox وتصغير الحجم إلى 4:3. |
| Uruguay            | جميع القنوات. |
| Venezuela          | جميع القنوات. |

### أفريقيا
| الدولة            | القناة                                      |
| ----------------- | ------------------------------------------- |
| Algeria           | - المؤسسة العمومية للتلفزيون - الشروق تي في |
| Angola            | جميع القنوات.                               |
| Botswana          | جميع القنوات.                               |
| Burkina Faso      | جميع القنوات.                               |
| Cameroon          | جميع القنوات.                               |
| Cape Verde        | جميع القنوات.                               |
| Comoros           | جميع القنوات.                               |
| Congo             | جميع القنوات.                               |
| Djibouti          | جميع القنوات.                               |
| Egypt             | جميع القنوات.                               |
| Equatorial Guinea | جميع القنوات.                               |
| Eritrea           | جميع القنوات.                               |
| Ethiopia          | جميع القنوات.                               |
| Gabon             | جميع القنوات.                               |
| Ghana             | جميع القنوات.                               |
| Ivory Coast       | جميع القنوات.                               |
| Kenya             | جميع القنوات.                               |
| Lesotho           | جميع القنوات.                               |
| Liberia           | جميع القنوات.                               |
| Libya             | جميع القنوات.                               |
| Madagascar        | جميع القنوات.                               |
| Malawi            | جميع القنوات.                               |
| Mali              | جميع القنوات.                               |
| Morocco           | جميع القنوات.                               |
| Mozambique        | جميع القنوات.                               |
| Mauritius         | جميع القنوات.                               |
| Namibia           | جميع القنوات.                               |
| Nigeria           | جميع القنوات.                               |
| Rwanda            | جميع القنوات.                               |
| Senegal           | جميع القنوات.                               |
| Somalia           | جميع القنوات.                               |
| South Africa      | جميع القنوات.                               |
| Sudan             | جميع القنوات.                               |
| Togo              | جميع القنوات.                               |
| Tunisia           | جميع القنوات.                               |
| Uganda            | جميع القنوات.                               |
| Zimbabwe          | جميع القنوات.                               |